# Баркли, Олбен Уильям
О́лбен Уи́льям Ба́ркли (англ. Alben William Barkley, 24 ноября 1877 — 30 апреля 1956) — американский политический и государственный деятель, один из крупных деятелей Демократической партии США, вице-президент США в 1949—1953 годы, самый пожилой вице-президент США.

## Биография
Вилли Олбен Баркли родился 24 ноября 1877 года, в семье Джона Уилсона (1854—1932) и Электры Элизы Баркли (1858—1945). Олбен был старшим из восьми детей в семье. Его бабушка, акушерка Аманда Баркли, принимала роды в бревенчатом доме, в поселении Уил района Лоус, штат Кентукки. Родители Баркли были фермерами-арендаторами, выращивавшими табак, а его отец был пресвитером в местной пресвитерианской церкви. Баркли проследил родословную своего отца до шотландско-ирландских пресвитериан в округе Роуан, Северная Каролина. Оба родителя были религиозны, выступали против игры в карты и алкоголя. Иногда родители Баркли оставляли его на длительное время на попечение бабушки и дедушки. В это время его бабушка рассказывала истории о своих родственниках.
Баркли работал на ферме своих родителей и посещал школу в Лоусе, между осенним сбором урожая и весенним посевом. Недовольный своим именем, полученным при рождении, он сменил его на «Олбен Уильям». В конце 1891 года, когда экономика переживала тяжёлые времена, родственники убедили отца Баркли продать свою ферму и переехать в Клинтон, чтобы получить возможность работать фермером-арендатором пшеницы. Баркли поступил в местную семинарию, но не закончил обучение, прежде чем в 1892 году поступить в Марвин-колледж, методистскую школу в Клинтоне, которая принимала студентов младших курсов. Президент колледжа предложил ему стипендию, которая покрывала его учебные расходы в обмен на его работу уборщиком. Он разрешил Баркли пропустить первый и последний месяц учебного года, для работы на семейной ферме. Баркли был активным участником дискуссионного общества в колледже. В 1897 году он получил степень бакалавра искусств, и опыт учёбы в Марвине убедил его перейти в методизм, с которым он отождествлял себя до конца жизни.

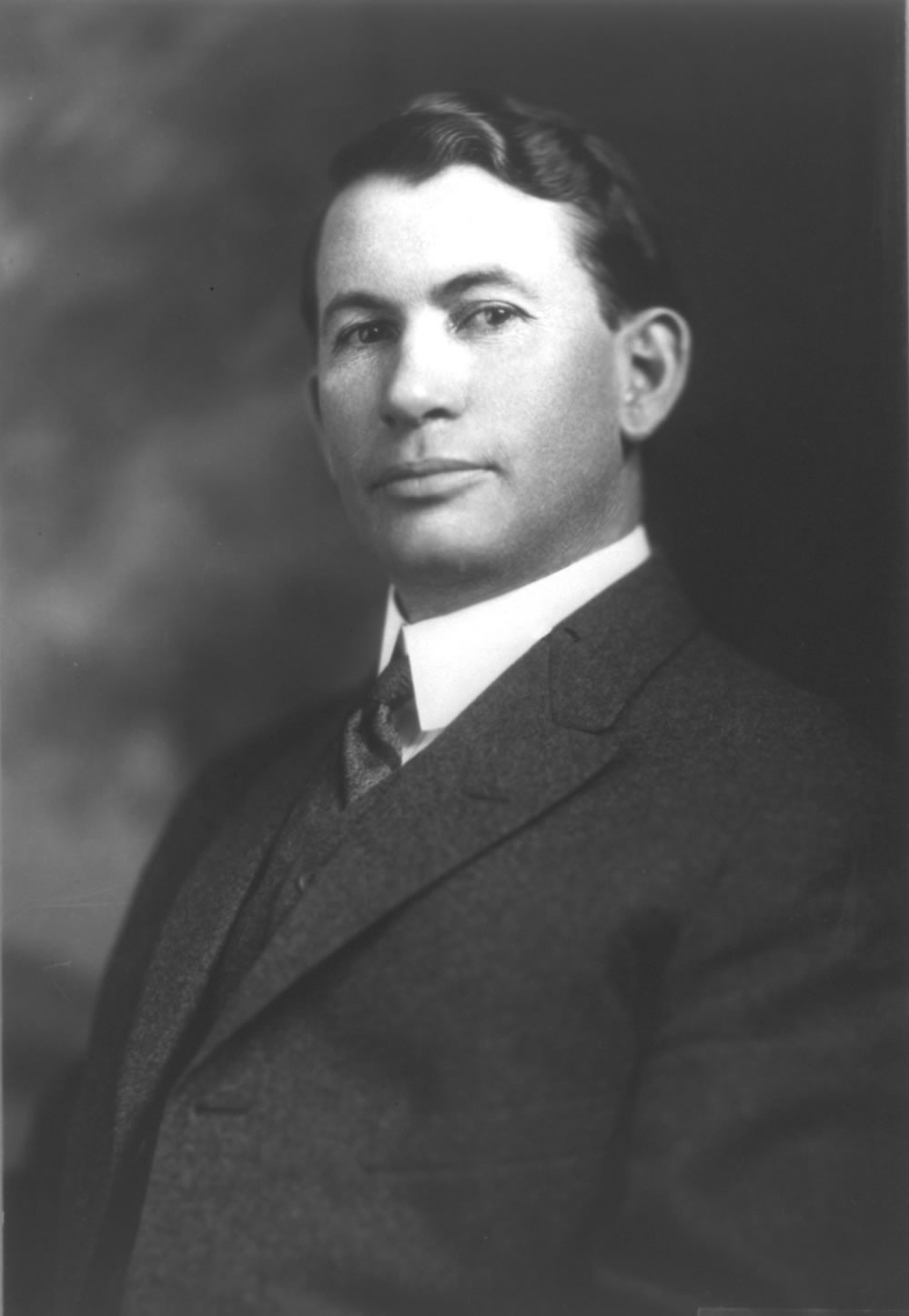
Баркли в 1913 году

После окончания школы Баркли поступил в Эморийском колледже (ныне часть Эморийского университета) в Оксфорде, штат Джорджия. В течение периода с 1897 по 1898 учебный год он активно участвовал в работе студенческого объединения «Delta Tau Delta», но не смог позволить себе продолжить образование и вернулся в Клинтон после весеннего семестра. Он устроился на работу преподавателем в Марвин-колледж, но не зарабатывал достаточно денег, чтобы покрыть основные расходы на жизнь. В декабре 1898 года он уволился и переехал с родителями в Падьюку (Кентукки), где его отец нашёл работу на верёвочной фабрике. 

### Политическая карьера
Был членом Палаты представителей Конгресса США в 1913—1927 годах, а затем бессменным сенатором США от того же штата в 1927—1949 годах, будучи лидером демократической фракции (большинства, а затем меньшинства) в Сенате. Был одним из самых популярных демократических политиков, боролся против игорного бизнеса, поддерживал «Новый курс» Ф. Д. Рузвельта. В 1930-е годы побеждал на выборах благодаря поддержке со стороны рабочих и фермеров (средний класс голосовал против него).

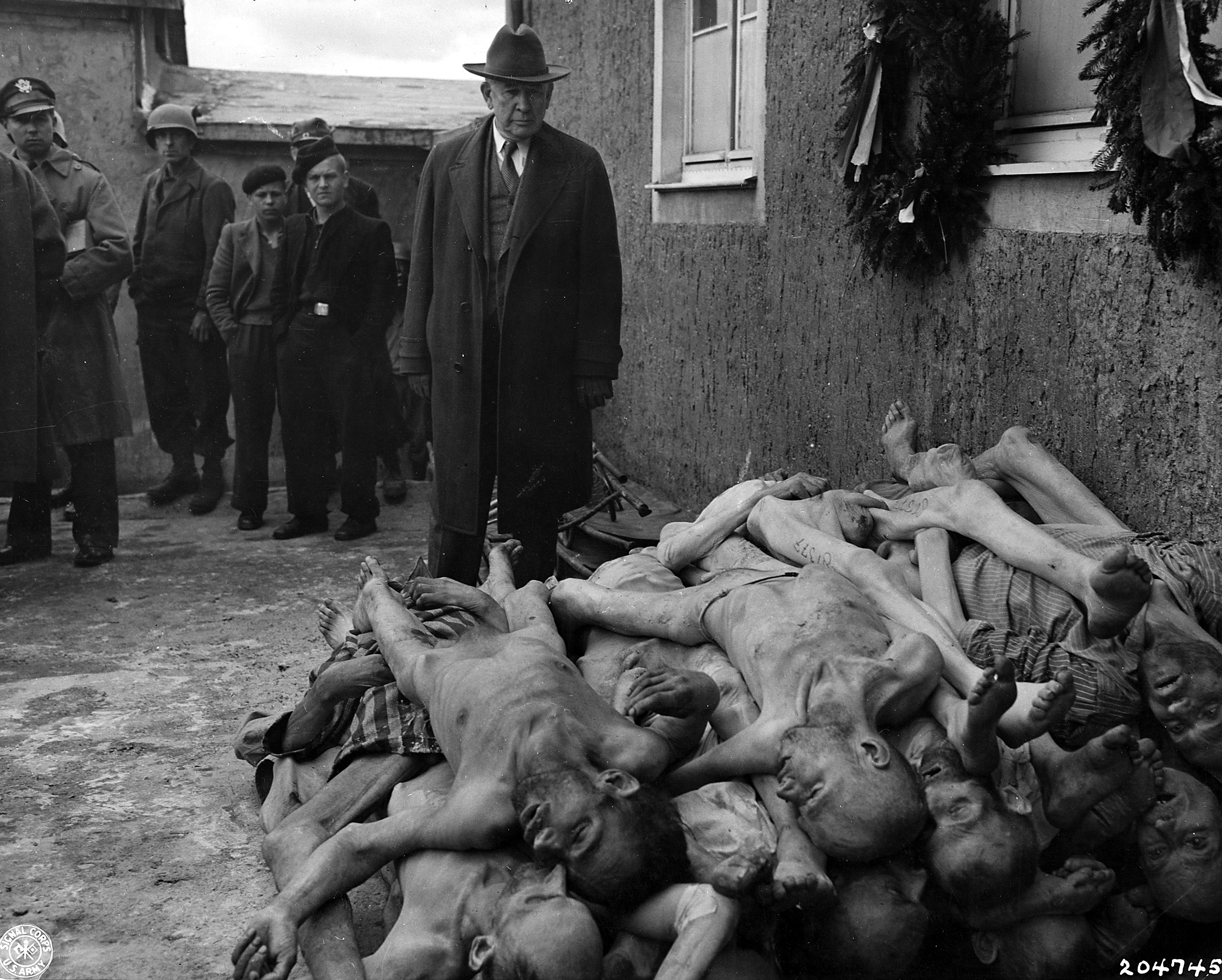
Сенатор Баркли посещает освобожденный американскими войсками концлагерь Бухенвальд

Баллотируясь в президенты на собственный срок в 1948 году, президент Гарри Трумэн (который сам вступил в должность с поста вице-президента после кончины Рузвельта, и, так как это было до введения поправки в Конституцию 1965 году, собственного вице-президента до конца первого срока не имел) предложил партии выдвинуть в вице-президенты 71-летнего Баркли. Несмотря на раскол Демократической партии и образование Прогрессивной партии Генри Уоллеса, Трумэну и Баркли удалось одержать на выборах 1948 года сенсационную победу над республиканцем Дьюи. В 71 год Баркли стал старейшим вице-президентом США за всю историю, побив рекорд Чарлза Кёртиса, которому на момент вступления в должность было 69 лет.
В 1952 году Трумэн отказался от баллотирования в президенты, и Баркли пытался получить поддержку партии уже для выдвижения собственной президентской кандидатуры; однако большинство демократов его не поддержало из-за преклонного возраста и отсутствия собственной сильной команды. Был выдвинут Эдлай Стивенсон, уступивший республиканцу генералу Эйзенхауэру.

### Последние годы и смерть
После президентских выборов 1952 года Баркли сделали операцию по удалению катаракты. Выйдя на пенсию, Баркли оставался популярным оратором и начал работать над своими мемуарами с журналистом Сидни Шаллеттом. В 1954 году Баркли вновь был избран в Сенат. Ветеран-сенатор от Западной Виргинии Харли Килгор предложил поменяться местами с Баркли, поместив Баркли в первый ряд с старшими членами палаты, а себя в задний ряд с законодателями-новичками, но Баркли отклонил предложение. В честь своей предыдущей службы он был назначен в престижный Комитет по международным отношениям.
30 апреля 1956 года Баркли внезапно скончался во время программного выступления. После того, как он сообщил аудитории: «Я предпочёл бы быть слугой в доме Господнем, чем сидеть в рядах всемогущих», Баркли упал и умер от сердечного приступа. Он был похоронен на кладбище Маунт-Кентон недалеко от Падьюки.

## Личная жизнь
23 июня 1903 года Баркли женился на Дороти Брауэр (1882—1947). У них было трое детей: Дэвид Мюррелл Баркли (1906–1983), Мэрион Фрэнсис Баркли (1909–1996) и Лора Луиза Баркли (1911–1987). Лора Луиза вышла замуж за Дугласа Макартура II, американского дипломата и племянника генерала Дугласа Макартура.
8 июля 1949 года Баркли познакомился с Джейн Хэдли, вдовой из Сент-Луиса примерно вдвое моложе его, на вечеринке, устроенной Кларком Клиффордом. После возвращения Хэдли в Сент-Луис Баркли поддерживал с ней связь через письма и авиаперелёты. Их ухаживания привлекли внимание всей страны, и 18 ноября 1949 года они поженились в Мемориальной часовне Синглтона методистской церкви Святого Иоанна в Сент-Луисе. Данное мероприятие транслировалось по национальному телевидению. Баркли — единственный вице-президент США, женившийся на данном посту.